# El compadre Mendoza
Az El compadre Mendoza (magyar címe nincs, jelentése Mendoza keresztapa) egy 1934-ben bemutatott fekete-fehér mexikói film. 1994-ben a SOMOS magazin összeállította az addigi 100 legjobb mexikói film listáját: ezen a listán az El compadre Mendoza a harmadik helyen szerepel.

## Cselekmény
|  | Alább a cselekmény részletei következnek! |

A film a mexikói forradalom idején játszódik, 1913-ban kezdődik, de felöleli a következő néhány évet is. A fő helyszín egy Mexikóvárostól délre, valószínűleg Morelos államban, Huichila közelében található hacienda, amelynek tulajdonosa Rosalío Mendoza, aki egyszerre barátja a lázadó zapatistáknak és Victoriano Huerta kormányerőinek is. Attól függően, hogy melyik oldal csapatai érkeznek hozzá, cseréli az egyik falon látható képet is: egyszer Zapata, máskor Huerta arcképét teszik fel.
Mendoza 1913-ban megismeri a szép Dolorest, akit hamarosan feleségül is vesz. Az esküvőt, ahol a huertistákkal együtt ünnepel, a zapatisták megtámadják, és kis híján megölik Mendozát is, ám a forradalmárok egyik tábornoka, Felipe Nieto, Mendoza barátja közbelép, és megmenti Mendoza életét. Egyre jobb barátság alakul ki Nieto és Mendoza között is, Nieto gyakran látogatja a haciendát, de kiderül: főként a szép Dolores miatt, akibe ő is beleszeret. Amikor megszületik Mendoza fia, a barátság jeleként a gyermeket is Felipének nevezik el, és Mendoza Nietót kéri fel a fiú keresztapjának. Ő örömmel el is vállalja. Ahogy telnek az évek, nagyon megszeretik egymást a gyermekkel.
Eközben a „háttérben” zajlik a forradalom is: Huerta megbukik, helyette most már a carranzistákkal állnak harcban a felkelők. Bernáldez, egy carranzista ezredes, akivel Mendoza szintén jóban van, egyre többet harcol a zapatistákkal, de Nietót nem tudja elfogni. Mivel Mendozának egyre inkább elege van a harcokból, szeretne családjával a békés Mexikóvárosba költözni, ám mivel nincs pénze, meg kell várnia az az évi aratást. A termés jó lesz, el is indul a vele megrakodott vonat, ám a zapatisták felrobbantják a szerelvényt, így Mendoza pénze is odaveszik. Bernáldez ezt kihasználva a zapatisták, sőt, személyesen Nieto ellen hangolja Menzodát, akivel meg is egyeznek: csapdába csalják a lázadó vezért. Azt tettetik, hogy Bernáldez át akar állni a zapatisták oldalára, ezért megbeszélést tart Nietóval, majd italozni kezdenek. Eközben Mendoza Huichilába küldi családját, és amikor mindenki eltávozik a haciendáról, Bernáldez carranzista katonái agyonlövik a bent italozó Nietót. Az útnak induló kocsis emlékezteti Mendozát azokra az időkre, amikor Nieto megmentette az életét, ezért Mendozának nagy lelkiismeret-furdalása támad, hogy elárulta megmentőjét és barátját, de már nem tud mit tenni.
|  | Itt a vége a cselekmény részletezésének! |

## Szereplők
- Alfredo del Diestro ... Rosalío Mendoza
- Carmen Guerrero ... Dolores „Lolita” García Mendoza
- Antonio R. Frausto ... Felipe Nieto tábornok
- Luis G. Barreiro ... Atenógenes
- Joaquín Busquets .. Bernáldez ezredes
- Emma Roldán ... María, a néma szolgáló
- Pepe del Río ... Felipe Mendoza